# Рёмер (Франкфурт-на-Майне)
Рёмер (нем. Römer — «римлянин») — старинная ратуша во Франкфурте-на-Майне. Уже более 600 лет здание с примечательным ступенчатым фронтоном является символом города. Название зданию ратуши дало среднее из трёх ранее самостоятельных строений, которое носит название «Дом у римлянина» (нем. Haus zu Römer). Происхождение названия центрального здания остаётся туманным, несмотря на то, что на основании исторических исследований выдвигалось много различных, часто противоречащих друг другу версий. А «Рёмер» тем не менее уже многие столетия означает для Франкфурта-на-Майне комплекс зданий ратуши.
В XIV веке городской управе потребовалось новое помещение, и городские власти выкупили 11 марта 1405 года два представительных городских жилых дома в центре города, носивших имена «Дом у римлянина» и «Дом у золотого лебедя», за 800 гульденов с предоставлением владельцам пожизненной ренты в размере 65 гульденов в год. После последовавшей за покупкой перестройки зданий в ратуше появился большой Императорский зал и специальная комната для выборов императора, украшенная фресками с изображением гербов и портретами представителей различных сословий. Со временем к двум домам, положившим начало комплекса ратуши, городские власти стали постепенно присоединять близлежащие здания.
Золотой буллой императора Карла IV Франкфурт был узаконен в качестве места проведения выборов императоров Священной Римской империи. Служивший в течение нескольких столетий начиная со Средних веков и вплоть до ликвидации Священной Римской империи немецкой нации в 1806 году местом проведения коронации германских королей и императоров, Рёмер занимает достойное место в истории Германии. В здании франкфуртской ратуши часто заседал и рейхстаг. Ратуша также использовалась для нужд франкфуртской ярмарки. Рёмер получил многочисленные повреждения во Вторую мировую войну и был отреставрирован в послевоенное время. Несмотря на современное внутреннее убранство ратуши, Рёмер относится к числу наиболее значимых готических строений светского назначения.